# Prix mondial des sciences Albert-Einstein
Ne doit pas être confondu avec Médaille Albert-Einstein ou Prix Albert Einstein.
Le prix Albert-Einstein (World Award of Science) est décerné par le Conseil culturel mondial (World Cultural Council) pour récompenser des individus ou des organisations qui se sont distingués par une contribution scientifique exceptionnelle et par leur engagement à promouvoir la fraternité entre les peuples et nations.

## Lauréats
- 1984 - Ricardo Bressani (en) - Guatémaltèque
- 1985 - Werner Stumm (en) - Suisse
- 1986 - Monkombu Swaminathan - Indien
- 1987 - Hugh Huxley - Britannique
- 1988 - Margaret Burbidge - Britannique
- 1989 - Martin Kamen - Américain
- 1990 - Gustav Nossal (en) - Australien
- 1991 - Albert Fleckenstein (en) - Allemand
- 1992 - Raymond Lemieux - Canadien
- 1993 - Ali Javan - Iranien / Américain
- 1994 - Sherwood Rowland - Américain
- 1995 - Herbert Jasper - Canadien
- 1996 - Alec Jeffreys - Britannique
- 1997 - Jean-Marie Ghuysen (en) - Belge
- 1998 - Charles Goldman - Américain
- 1999 - Robert Weinberg - Américain
- 2000 - Frank Fenner - Australien
- 2001 - Hubert Reeves - Français / Canadien
- 2002 - Daniel Janzen (en) - Américain
- 2003 - Martin Rees - Britannique
- 2004 - Ralph Cicerone (en) - Américain
- 2005 - John Joseph Hopfield - Américain
- 2006 - Ahmed Zewail - Egyptien
- 2007 - Sir Fraser Stoddart - Ecossais
- 2008 - Ada Yonath - Israélienne
- 2009 - John Houghton (en) - Gallois
- 2010 - Julio Montaner (en) - Argentin / Canadien
- 2011 - Geoffrey Ozin (en) - Britannique
- 2012 - Michael Grätzel - Suisse
- 2013 - Paul Nurse - Britannique
- 2014 - Philip Cohen (en) - Britannique
- 2015 - Ewine van Dishoeck - Néerlandaise
- 2016 - Edward Witten - Américain
- 2017 - Omar Yaghi - Jordanien
- 2018 - Jean-Pierre Changeux - Français
- 2019 - Zhong Lin Wang - Chine